# 藏布江树萝卜
藏布江树萝卜（学名：Agapetes praeclara），为杜鹃花科树萝卜属下的一个植物种。